# IC 5124
IC 5124 — галактика типу S0-a (спіральна галактика) у сузір'ї Козоріг.
Цей об'єкт міститься в оригінальній редакції індексного каталогу.